# Inre Skitoviken
Inre Skitoviken är en sjö i Piteå kommun i Norrbotten och ingår i Alterälven-Piteälvens kustområde. Sjön har en area på 0,0685 kvadratkilometer och ligger 0 meter över havet. Inre Skitoviken ligger i Mellerstön Natura 2000-område.

## Delavrinningsområde
Inre Skitoviken ingår i det delavrinningsområde (724829-178078) som SMHI kallar för Rinner till Norrbottens skärgårds kustvatten. Medelhöjden är 5 meter över havet och ytan är 8,21 kvadratkilometer. Det finns inga avrinningsområden uppströms utan avrinningsområdet är högsta punkten. Avrinningsområdets utflöde mynnar i havet, utan att ha någon enskild mynningsplats.